# Ricardo Chandeck
Ricardo T. Chandeck Sierre (Ciudad de Panamá, Panamá, 20 de enero de 1973) es un tirador deportivo panameño. Compitió en la prueba masculina de pistola de aire comprimido de 10 metros en los Juegos Olímpicos de 2000.

## Biografía
Chandeck nació en la Ciudad de Panamá, Panamá. Compitió en los Juegos Olímpicos de Sídney 2000 en la competencia de Tiro deportivo con la Pistola de aire comprimido de 10 metros quedando en la posición treinta y siete.en el Campeonato Centroamericano y del Caribe de 2000 quedó de quinto lugar. No se pudo clasificar a los Juegos Panamericanos de 2011. En los XXIII Juegos Centroamericanos y del Caribe ganó la medalla de bronce en la competencia de Tiro deportivo en equipo conformado por David Muñoz, Juan Campos y Ricardo Chandeck.